# Andradina (ort)
Andradina är en ort i Brasilien.   Den ligger i kommunen Andradina och delstaten São Paulo, i den södra delen av landet, 700 km sydväst om huvudstaden Brasília. Andradina ligger 417 meter över havet och antalet invånare är 52 406.
Terrängen runt Andradina är huvudsakligen platt. Andradina ligger uppe på en höjd. Andradina är det största samhället i trakten.
Runt Andradina är det i huvudsak tätbebyggt. Runt Andradina är det ganska tätbefolkat, med 60 invånare per kvadratkilometer.